# Мунгосолики лемур
Мунгосолики лемур (лат. Eulemur mongoz) је врста полумајмуна из породице лемура (Lemuridae). 

## Распрострањење
Врста је присутна на Мадагаскару и Коморима.

## Станиште
Станиште врсте су шуме до 400 метара надморске висине.

## Угроженост
Ова врста се сматра рањивом у погледу угрожености врсте од изумирања.